# Institut für stabile Isotope

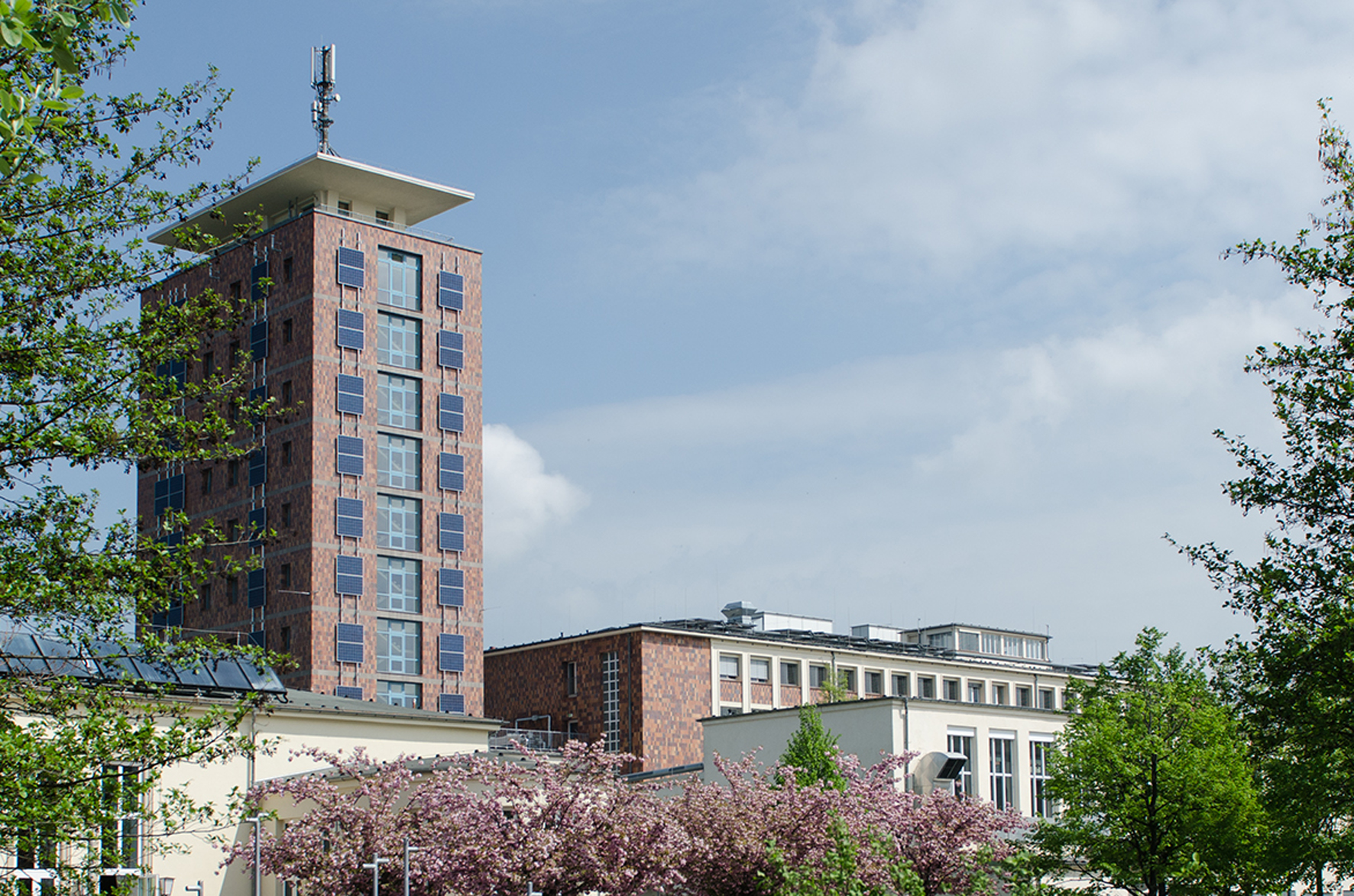
Turm und Teil des Hauptgebäudes des ehemaligen Instituts für stabile Isotope

Das Institut für stabile Isotope (abgekürzt IsI) war eine außeruniversitäre Forschungseinrichtung der Deutschen Akademie der Wissenschaften zu Berlin (DAW), die von 1957 bis 1970 in Leipzig bestand und anschließend im Zentralinstitut für Isotopen- und Strahlenforschung aufging. Das Institut befasste sich mit der isotopen Zusammensetzung chemischer Elemente, sowie deren Beeinflussung, Messung und Nutzung.

## Geschichte
Im Sommer 1955 wurde im Institut für organisch-chemische Industrie auf dem Gelände des ehemaligen Rüstungsbetriebs HASAG an der Leipziger Permoserstraße von dem nach zehnjährigem Arbeitsaufenthalt in der Sowjetunion zurückgekehrten Physiker Justus Mühlenpfordt eine Abteilung für angewandte physikalische Stofftrennung gegründet. Aus dieser ging 1957 das Institut für physikalische Stofftrennung hervor, dessen Direktor Mühlenpfordt wurde. 1964 wurde es in Institut für stabile Isotope umbenannt.
1957 hatte das Institut bereits 63 Mitarbeiter, und in den 1960er Jahren waren es weit über 100 mit etwa 25 % Wissenschaftlern.
In den Anfangsjahren war das Institut zum Teil auf Behelfsräume in einer Baracke und kleinere Neubauten, wie ein Laborgebäude und einen kleinen Kolonnenturm, angewiesen. Von 1959 bis 1964 wurde ein großer Institutsneubau mit einem Turm für lange Trennkolonnen errichtet.
Die Forschungsergebnisse wurden ab 1964 vorwiegend in der von Justus Mühlenpfordt (stabile Isotope) und Carl Friedrich Weiss (Radionuklide) gegründeten Fachzeitschrift Isotopenpraxis veröffentlicht. Im Zweijahresrhythmus fand ab 1959 die internationale Arbeitstagung über stabile Isotope (ASTI) statt.  
Im Zuge der Akademiereform, die neben politischen Zielen auch die Bildung größerer Forschungseinrichtungen verfolgte, wurde das Institut für stabile Isotope 1970 mit dem Institut für angewandte Radioaktivität, der Arbeitsstelle für statistische Physik und dem Institut für angewandte Isotopenforschung in Berlin-Buch zum Zentralinstitut für Isotopen- und Strahlenforschung zusammengeschlossen, das 1991 abgewickelt wurde.
Die Direktoren des Instituts für stabile Isotope waren Justus Mühlenpfordt (1957–1968), Günter Kretzschmann (1968–1970) und Heinrich Hübner (1970).

## Arbeitsgebiete
Das Ziel des Instituts für stabile Isotope war die Schaffung der Voraussetzungen für eine vielseitige Anwendung stabiler Isotope in Forschung und Technik. Die dabei zu lösenden Aufgaben gliederten sich in die Arbeitsgebiete
- Methoden der Gewinnung bzw. Anreicherung stabiler Isotope bis zu ihrem Betrieb im halbtechnischen Maßstab und ihre laufende Optimierung. Angereichert wurden 2H, 10B, 11B, 15N, 18O, 20Ne, 22Ne, 36Ar und 86Kr.
- Analyse stabiler Isotope mit massenspektrometrischen Methoden und Entwicklung nichtmassenspektrometrischer Verfahren.
- Methodik der Anwendungen stabiler Isotope
- Eigene Arbeiten zur Anwendungen stabiler Isotope in Chemie, Physik, Biologie, Medizin und Landwirtschaft
- Nutzung der natürlichen Variation in der isotopen Zusammensetzung chemischer Elemente.

Das Institut stellte mit diesem Aufgabenspektrum eine gewisse Einmaligkeit auch in der internationalen Forschungslandschaft dar.

## Das Gebäude
Das Hauptgebäude des Instituts für stabile Isotope wurde in zwei Bauetappen von 1959 bis 1962 und von 1962 bis 1964 errichtet. Die Architekten waren Berthold Schneider und Lothar Mothes vom Entwurfsbüro Hochbau beim Rat der Stadt Leipzig. Das Gebäude ist eine monolithische Stahlbetonkonstruktion. Die Stützen und Querriegel sind mit Sichtbetonfertigteilen verkleidet, während die übrigen Flächen mit Klinkerplatten belegt sind, die farblich etwas variieren und damit einen aufgelockerten Eindruck erzeugen.
Im Eingangsbereich befindet sich ein Wandbild von Bert Heller, das einen Ausschnitt aus dem Periodensystem der Elemente darstellt, sowie ein Zitat von Bertolt Brecht und eine weibliche Figur als allegorisches Bild für den Lauf der Erde um die Sonne.
Der über einen dreigeschossigen Übergang mit dem Institutstrakt verbundene Turm diente insbesondere zur Aufnahme sehr hoher Trennkolonnen. Der 40 Meter hohe elfgeschossige Turm besitzt an seiner Südseite ein durchgehendes Fensterband und an seiner Ostseite eine Fluchttreppenanlage. Er wird bekrönt von einem schirmartigen Aufbau, dessen Dach zu Belüftungszwecken angehoben werden konnte. Er ist stadtbildprägend für den Leipziger Nordosten.
Das Gebäudeensemble steht unter Denkmalschutz. Heute gehört es zum Helmholtz-Zentrum für Umweltforschung – UFZ. Im 1996 renovierten Turm wurden Gästewohnungen und ein Rechenzentrum eingerichtet.